# Jan Ruebs
Jan Ruebs († 1422) was burgemeester van Brugge in 1418-1419. 

## Bron
- Stadsarchief Brugge, Register van de Wetsvernieuwingen.